# Prayagraj
Prayagraj (hindi|प्रयाग) ili Alahabad (hindi|इलाहाबाद) je grad u Indijskoj saveznoj državi Uttar Pradesh. Prema podacima iz 2001. godine u gradu je živjelo 1.215.348 stanovnika.

## Vanjske poveznice
- Službena stranica grada